# Sananain
Sananain (Sanana'in) ist ein osttimoresischer Suco im Verwaltungsamt Laclubar (Gemeinde Manatuto).

## Geographie
Vor der Gebietsreform 2015 hatte Sananain eine Fläche von 40,23 km². Nun sind es 39,82 km². Der Suco liegt im Norden des Verwaltungsamts Laclubar. Westlich und südlich befindet sich der Suco Batara. Im Osten von Sananain liegt das Verwaltungsamt Manatuto mit seinen Sucos Cribas und Ailili und im Norden das Verwaltungsamt Laclo mit seinen Sucos Lacumesac und Uma Naruc. Die gesamte Westgrenze bildet der Fluss Boho, der an der Nordspitze von Sananain in den östlichen Grenzfluss, den Sumasse, mündet. An der Südgrenze fließt der Carcos in den Sumasse. Der Sumasse ist ein wichtiger Nebenfluss des Nördlichen Laclós.
Die vier größeren Siedlungen des Sucos liegen nebeneinander zwischen dem Sumasse und einem kleinen Nebenfluss, der im Suco entspringt. Dies sind Fatu-Uc (Fatuuk), Ruhetun (Rehatun), Tanusa und Waidarec (Waiderek, Waidenek). Hier befinden sich eine medizinische Station, ein Hubschrauberlandeplatz und die Grundschule Escola Primaria Sananain. Die Orte sind nur schlecht an die Außenwelt angebunden. Für die Parlamentswahlen in Osttimor 2007 wurden die Wahlurnen mit Pferden und Trägern  zu dem Wahllokal in der Grundschule transportiert und wieder abgeholt.
Im Suco befinden sich die vier Aldeias Fatu-Uc, Ruhetun, Tanusa und Waidarec.

## Einwohner
Im Suco leben 919 Einwohner (2022), davon sind 464 Männer und 455 Frauen. Im Suco gibt es 156 Haushalte. Fast 99 % der Einwohner geben Idaté als ihre Muttersprache an. Kleine Minderheiten sprechen Tetum Prasa oder Tetum Terik.

## Politik
Bei den Wahlen von 2004/2005 wurde Salvador Abílio de Jesus zum Chefe de Suco gewählt. Bei den Wahlen 2009 gewann Luís José Soares und 2016 Tito Soares.